# Alactasia
La alactasia es un síndrome caracterizado por la absorción defectuosa de la lactosa debido a la deficiencia de la lactasa. Es una enfermedad genética en la cual no se absorbe lactosa en el intestino, sino que se degrada en el intestino grueso y se excreta por las heces en forma de ácido láctico, glucosa y galactosa. Es muy rara en lactantes de cualquier raza, pero es en cambio frecuente en adultos que no son de raza caucásica.